# My Star
"My Star" var Lettlands bidrag till Eurovision Song Contest 2000, och sjöngs på engelska av Brainstorm. Med låten blev Lettland sist ut av de baltiska staterna att medverka i tävlingen. Den skrevs av sångaren Renārs Kaupers (under pseudonymen Reynard Cowper).
Originaltexten är skriven på lettiska, och har titeln "Īssavienojums", som betyder "kortslutning". Inför den internationella tävlingen valde man att använda den engelska texten.
Under uppträdandet dansade Kaupers, påhejad av publiken. Under sent 2005, under specialprogrammet Congratulations, tillfrågades han om sin dansförmåga av Katrina Leskanich.
Låten startade 22:a ut den kvällen, efter Finlands Nina Åström med "A Little Bit" och före Turkiets Pınar Ayhan & The SOS med "Yorgunum anla". Efter omröstningen hade låten fått 136 poäng, och slutade trea av 24. Kaupers refererade senare till resultatet med "vi blev slagna av två bröder", med referenser till Danmarks Olsen Brothers, som vann med Fly on the Wings of Love.
Låten har blivit populär bland fans, och gavs ut på CD- och DVD-samlingar inför "Congratulations".

## Listplaceringar
| Lista (2000)       | Topplacering |
| ------------------ | ------------ |
| Belgien (Flandern) | 8            |
| Sverige            | 22           |

### Fotnoter
1. ↑  ”Listplacering”. http://www.ultratop.be/nl/showitem.asp?interpret=BrainStorm+%5BLV%5D&titel=My+Star&cat=s. Läst 11 maj 2011.
2. ↑  ”Listplacering”. http://swedishcharts.com/showitem.asp?interpret=BrainStorm+%5BLV%5D&titel=My+Star&cat=s. Läst 11 maj 2011.

- Diggiloo Thrush. ”2000 Latvia”. http://www.diggiloo.net/?2000lv. Läst 29 juni 2006.
- Youtube.com Video. ”Brainstorm in Eurovision song contest (2000)”. http://www.youtube.com/watch?v=Ym_g5n4fpRw. Läst 30 september 2006.